# Nyctophilus arnhemensis
Nyctophilus arnhemensis (Johnson, 1959) è un pipistrello della famiglia dei Vespertilionidi endemico dell'Australia settentrionale.

## Descrizione

### Dimensioni
Pipistrello di piccole dimensioni, con la lunghezza della testa e del corpo tra 40 e 58 mm, la lunghezza dell'avambraccio tra 36 e 40 mm, la lunghezza della coda tra 36 e 41 mm, la lunghezza delle orecchie tra 16 e 20 mm e un peso fino a 7,7 g.

### Aspetto
La pelliccia è corta e densa. Le parti dorsali sono bruno-grigiastre o fulvo-olivastre, mentre le parti ventrali sono giallo-brunastre cannella. Il muso è tronco, con un disco carnoso all'estremità dove si aprono le narici e dietro al quale è presente un rigonfiamento poco sviluppato, ricoperto di peli e attraversato longitudinalmente da un solco superficiale. Gli occhi sono piccoli. Le orecchie sono lunghe, larghe ed unite sulla fronte da una membrana cutanea. Le membrane alari sono marroni e attaccate posteriormente alla base delle dita dei piedi. L'estremità della lunga coda si estende leggermente oltre l'ampio uropatagio.

## Biologia

### Comportamento
Si rifugia nella densa vegetazione, sotto le cortecce esfoliate e occasionalmente in edifici. Il volo è lento e fluttuante.

### Alimentazione
Si nutre di insetti raccolti sulla vegetazione sotto la volta forestale.

### Riproduzione
Danno alla luce due piccoli alla volta tra ottobre e febbraio.

## Distribuzione e habitat
Questa specie è diffusa lungo le coste settentrionali dell'Australia occidentale e del Territorio del Nord, Queensland nord-orientale. È presente inoltre sulle isole di Melville, Arcipelago Bonaparte, Groote Eylandt e delle Sir Edward Pellew Group.
Vive nelle mangrovie, foreste monsoniche di Pandanus e Melaleuca, foreste di Eucalipto.

## Conservazione
La IUCN Red List, considerato il vasto areale e la popolazione presumibilmente numerosa, classifica N.arnhemensis come specie a rischio minimo (Least Concern)).